# Powiat Tybinga
Powiat Tybinga (niem. Landkreis Tübingen) – powiat w Niemczech, w  kraju związkowym Badenia-Wirtembergia, w rejencji Tybinga, w regionie Neckar-Alb. Stolicą powiatu jest miasto Tybinga.

## Podział administracyjny
W skład powiatu Tybinga wchodzą:
- trzy gminy miejskie (Stadt)
- dwanaście gmin wiejskich (Gemeinde)
- dwie wspólnoty administracyjne (Vereinbarte Verwaltungsgemeinschaft)
- jeden związek gmin (Gemeindeverwaltungsverband)

Miasta:
| Lp. | Nazwa miasta         | Ludność (31.12.2010) | Powierzchnia km² |
| --- | -------------------- | -------------------- | ---------------- |
| 1   | Mössingen            | 20.039               | 50,05            |
| 2   | Rottenburg am Neckar | 42.501               | 142,26           |
| 3   | Tybinga              | 88.358               | 108,12           |

Gminy wiejskie:
| Lp. | Nazwa gminy        | Ludność (31.12.2010) | Powierzchnia km² |
| --- | ------------------ | -------------------- | ---------------- |
| 1   | Ammerbuch          | 11.533               | 48,06            |
| 2   | Bodelshausen       | 5.735                | 13,82            |
| 3   | Dettenhausen       | 5.446                | 11,02            |
| 4   | Dußlingen          | 5.571                | 13,06            |
| 5   | Gomaringen         | 8.598                | 17,30            |
| 6   | Hirrlingen         | 2.942                | 12,81            |
| 7   | Kirchentellinsfurt | 5.592                | 11,00            |
| 8   | Kusterdingen       | 8.245                | 24,24            |
| 9   | Nehren             | 4.272                | 8,58             |
| 10  | Neustetten         | 3.478                | 15,88            |
| 11  | Ofterdingen        | 4.555                | 15,15            |
| 12  | Starzach           | 4.439                | 27,82            |

Wspólnoty administracyjne:
| Lp. | Nazwa wspólnoty administracyjnej | Ludność (31.12.2010) | Powierzchnia km² | Liczba gmin |
| --- | -------------------------------- | -------------------- | ---------------- | ----------- |
| 1   | Mössingen                        | 30.329               | 79,02            | 3           |
| 2   | Rottenburg am Neckar             | 53.360               | 198,78           | 4           |

Związki gmin:
| Lp. | Nazwa związku gmin | Ludność (31.12.2010) | Powierzchnia km² | Liczba gmin |
| --- | ------------------ | -------------------- | ---------------- | ----------- |
| 1   | Steinlach-Wiesaz   | 18.441               | 38,94            | 3           |